# HMCS West York (K369)
HMCS West York (K369) je bila korveta izboljšanega razreda Flower, ki je med drugo svetovno vojno plula pod zastavo Kraljeve kanadske vojne mornarice.

## Zgodovina
Ladja je bila v lasti Kraljeve kanadske vojne mornarice vse do leta 1945, ko je bila prodana in preurejena v trgovsko ladjo; obdržala je ime West York.